# Khúc côn cầu trên cỏ tại Đại hội Thể thao châu Á 2010
Nội dung thi đấu Khúc côn cầu trên cỏ tại Đại hội Thể thao châu Á 2010 được tổ chức tại Quảng Châu, Quảng Đông, Trung Quốc từ ngày 13 tháng 11 năm 2010 đối với giải đấu nữ và ngày 15 tháng 11 năm 2010 đối với giải đấu nam. Tại giải đấu này, có 10 đội tuyển thi đấu ở nội dung nam và 7 đội tuyển tham gia thi đấu ở nội dung nữ. Tất cả các trận đấu đều diễn ra tại Sân khúc côn cầu Aoti.

## Danh sách huy chương
| Nội dung | Vàng | Bạc | Đồng |
| -------- | --- | --- | --- |
| Nam      | Pakistan · Zeeshan Ashraf · Muhammad Zubair · Waseem Ahmed · Muhammad Irfan · Muhammad Imran · Shakeel Abbasi · Rehan Butt · Muhammad Rizwan · Salman Akbar · Abdul Haseem Khan · Fareed Ahmed · Muhammad Waqas · Shafqat Rasool · Muhammad Rashid · Muhammad Tousiq · Sohail Abbas | Malaysia · Roslan Jamaluddin · Baljit Singh Charun · Hafifihafiz Hanafi · Izwan Firdaus · Mohd Amin Rahim · Mohd Marhan Jalil · Faizal Saari · Azreen Rizal · Madzli Ikmar · Tengku Ahmad Tajuddin · Nabil Fiqri · Sukri Mutalib · Razie Rahim · Azlan Misron · Shahrun Nabil · Kumar Subramaniam | Ấn Độ · Bharat Chettri · Bharat Chikara · Danish Mujtaba · Sandeep Singh · Arjun Halappa · Prabodh Tirkey · Dhananjay Mahadik · Sardara Singh · Dharamvir Singh · Ravipal Singh · Sarvanjit Singh · Shivendra Singh · Gurbaj Singh · Tushar Khandker · Rajpal Singh · Vikram Pillay |
| Nữ       | Trung Quốc · Ma Yibo · Huang Xuejiao · Ma Wei · Sun Sinan · Fu Baorong · Li Shuang · Gao Lihua · Wang Zhishuang · Zhang Yimeng · Li Hongxia · Ren Ye · Zhao Yudiao · Song Qingling · De Jiaojiao · Xu Xiaoxu · Li Dongxiao                                                          | Hàn Quốc · Moon Young-hui · Kim Young-ran · Kim Bo-mi · Park Seon-mi · Lee Seon-ok · Kim Jong-hee · Park Mi-hyun · Kim Jong-eun · Kim Da-rae · Cheon Seul-ki · Jeon Yu-mi · Gim Sung-hee · Jang Soo-ji · Kim Ok-ju · Kim Eun-sil · Park Ki-ju                                                     | Nhật Bản · Sakiyo Asano · Keiko Miura · Akemi Kato · Ai Murakami · Miyuki Nakagawa · Keiko Manabe · Yukari Yamamoto · Mie Nakashima · Rika Komazawa · Kaori Chiba · Nagisa Hayashi · Mazuki Arai · Kana Nagayama · Mayumi Ono · Aki Mitsuhashi · Shiho Otsuka                       |

## Bảng tổng sắp huy chương
| Hạng               | Đoàn               | Vàng | Bạc | Đồng | Tổng số |
| ------------------ | ------------------ | ---- | --- | ---- | ------- |
| 1                  | Pakistan           | 1    | 0   | 0    | 1       |
| 1                  | Trung Quốc         | 1    | 0   | 0    | 1       |
| 3                  | Hàn Quốc           | 0    | 1   | 0    | 1       |
| 3                  | Malaysia           | 0    | 1   | 0    | 1       |
| 5                  | Nhật Bản           | 0    | 0   | 1    | 1       |
| 5                  | Ấn Độ              | 0    | 0   | 1    | 1       |
| Tổng số (6 đơn vị) | Tổng số (6 đơn vị) | 2    | 2   | 2    | 6       |

## Vòng loại
6 đội tuyển đứng đầu châu Á là Hàn Quốc, Ấn Độ, Pakistan, Nhật Bản, Trung Quốc và Malaysia có thể trực tiếp tham gia thi đấu ở giải đấu dành cho nam. Đối với hai suất kế tiếp, một giải đấu vòng loại được tổ chức tại Dhaka, Bangladesh từ ngày 7 đến ngày 16 tháng 5 năm 2010. Oman và Singapore vượt qua vòng loại với tư cách là hai đội đầu bảng, Hồng Kông và Bangladesh được thêm vào sau đó.
Giải đấu vòng loại nữ được tổ chức tại Bangkok, Thái Lan từ ngày 21 đến ngày 29 tháng 5 năm 2010. Có 3 đội đủ điều kiện tham dự Đại hội Thể thao châu Á nhưng sau đó Đài Bắc Trung Hoa đã rút lui khỏi giải.
| Thứ hạng | Đội tuyển         |
| -------- | ----------------- |
| 1        | Oman              |
| 2        | Singapore         |
| 3        | Hồng Kông         |
| 4        | Đài Bắc Trung Hoa |
| 5        | Bangladesh        |
| 6        | Sri Lanka         |
| 7        | Thái Lan          |

| Thứ hạng | Đội tuyển         |
| -------- | ----------------- |
| 1        | Kazakhstan        |
| 2        | Đài Bắc Trung Hoa |
| 3        | Thái Lan          |
| 4        | Hồng Kông         |
| 5        | Singapore         |

## Chia bảng
Các đội được phân bổ theo vị trí của họ trên Bảng xếp hạng Thế giới FIH bằng cách sử dụng hệ thống serpentine để chia bảng.
| Bảng A - Hàn Quốc (6) - Trung Quốc (14) - Malaysia (15) - Singapore (39) - Oman (43) | Bảng B - Pakistan (8) - Ấn Độ (9) - Nhật Bản (16) - Bangladesh (34) - Hồng Kông (54) |

## Bảng xếp hạng cuối cùng

### Nam
| Thứ hạng | Đội tuyển  | ST | T | H | B |
| -------- | ---------- | -- | - | - | - |
| 1        | Pakistan   | 6  | 4 | 1 | 1 |
| 2        | Malaysia   | 6  | 4 | 1 | 1 |
| 3        | Ấn Độ      | 6  | 5 | 0 | 1 |
| 4        | Hàn Quốc   | 6  | 3 | 2 | 1 |
| 5        | Trung Quốc | 6  | 4 | 0 | 2 |
| 6        | Nhật Bản   | 6  | 3 | 0 | 3 |
| 7        | Oman       | 6  | 2 | 0 | 4 |
| 8        | Bangladesh | 6  | 1 | 0 | 5 |
| 9        | Hồng Kông  | 5  | 1 | 0 | 4 |
| 10       | Singapore  | 5  | 0 | 0 | 5 |

### Nữ
| Thứ hạng | Đội tuyển  | ST | T | H | B |
| -------- | ---------- | -- | - | - | - |
| 1        | Trung Quốc | 7  | 5 | 2 | 0 |
| 2        | Hàn Quốc   | 7  | 5 | 2 | 0 |
| 3        | Nhật Bản   | 7  | 5 | 0 | 2 |
| 4        | Ấn Độ      | 7  | 3 | 0 | 4 |
| 5        | Malaysia   | 7  | 3 | 0 | 4 |
| 6        | Thái Lan   | 7  | 1 | 0 | 6 |
| 7        | Kazakhstan | 6  | 0 | 0 | 6 |